# 下地一明
下地 一明（しもじ かずあき、1976年12月4日 - ）は、日本のバスケットボール指導者、選手である。
選手としては中学生の頃から全国規模の大会で好成績を収め、日本代表候補にも選ばれるが、マルファン症候群に起因する心臓疾患によって、日本リーグのOSGフェニックスに所属していた2001年、引退を余儀なくされる。その後は指導者に転身し、bjリーグの富山グラウジーズ、埼玉ブロンコスでヘッドコーチとして指揮を執った。2017年3月より、富山グラウジーズのアシスタントコーチを務めている。

## 略歴・人物

### 大学まで
沖縄県出身。小学3年生まで静岡県で育ち、その後沖縄に戻る。八重瀬町立東風平中学校入学時には既に身長が177cmあり、上級生の勧めで高身長を活かすことのできるバスケットボールを始める。2年次には身長は186cmにまで伸び、ジュニアオールスターの沖縄県代表に仲村直人らと共に選抜される。決勝では石坂秀一を擁する東京都代表を破り、優勝した。
中学3年次には身長が191cmに達した下地は、ジュニアオールスターの選手に下地を強く推した安里幸男が指揮する北谷高校に進学する。1年次はインターハイに出場、1年次と2年次にはウィンターカップに出場し、国体にも沖縄県代表チームに選抜され出場した。1年次のウィンターカップでは1回戦で庄司和広擁する北陸高校に敗れるものの、この試合での活躍が評価され全日本のメンバーに選ばれた。
高校卒業後は中央大学に進学する。日本代表候補にも選ばれ、3年次には当時拓殖大学1年の渡邉拓馬とリーグ戦の得点王を争っていた。だが1997年10月17日、代々木第二体育館での試合中に胸の痛みを訴え、会場に近い慶應義塾大学病院に搬送される。下地はマルファン症候群に起因する解離性大動脈瘤と診断され、緊急手術を受け一命はとりとめたものの、選手としての引退を余儀なくされた。

### 実業団、コーチへの転身
大学卒業後、オーエスジーに就職する。オーエスジーには実業団バスケットボール部「OSGフェニックス」があったが、下地はそれとは関係無く一般社員として入社し、将来バスケットボールの指導者を志してはいたものの、部の活動には掃除などの手伝いで関わる程度だった。入社当初は競技生活から離れたこともあり体重が増えていたが、外見を気にして減量を行うと体調が良くなり、大口真洋ら選手の練習相手を務めるようになる。その後、心臓の専門医による診察などを経て、入社3年目に競技生活への復帰を一旦果たしたものの、再び大動脈瘤を発症し、バスケットボール日本リーグ公式戦へ出場すること無く再び引退した。
引退後はオーエスジーのアシスタントコーチに就任し、当時オーエスジーの監督だった中村和雄の下、指導者の道を歩み始める。2003年には佐藤久夫の誘いにより、オーエスジーを退社しバスケットボール男子日本代表のアシスタントコーチに就任、当時ヘッドコーチだったジェリコ・パブリセヴィッチの薫陶を受けた。

### 新潟アルビレックスBB
日本代表コーチの任期を終えた下地は、大学の先輩だった岐津知平の誘いを受け、2004年に新潟アルビレックスBBのコーチに就任し、下部組織のアルビレックスBB-A2と、子供を対象にしたバスケットボールスクールで指導を行う。下地が指揮し、吉田平、寺下太基、水町亮介、田村大輔らを擁したA2は2005年の全日本クラブバスケットボール選手権大会で準優勝し、この年のbjリーグドラフト会議では吉田、寺下、水町が指名を受け、田村もドラフト外でbjリーグのチームに入団した。この後、A2からは小菅直人などもbjリーグのチームへの入団を果たした。2006年からはA2のコーチと新潟のアシスタントコーチを兼務することになり、ヘッドコーチであった廣瀬昌也の下で選手の指導にあたるも、11月18日、チームの試合が行われる所沢市で3度目の大動脈瘤を発症し、昏睡状態に陥る。下地は1か月後に意識を取り戻したものの、後遺症により足首しか動かない状態だった。下地の元には新潟のファンから1万8千羽に上る折り鶴が贈られ、下地もこれにかけて1万8千回足を動かすことを目標に、埼玉の病院でのリハビリを行う。熱心なリハビリで通常より早く、歩けるようにまで回復した下地は、このシーズンのホーム最終戦で復帰し、試合前には復帰セレモニーが行われた。その後下地は2008-09シーズンまで、新潟のアシスタントコーチを務めた。

### 富山グラウジーズ
2011年2月、bjリーグ富山グラウジーズのヘッドコーチに就任。当時2010-2011シーズンの途中であったが、チームは東地区最下位に低迷しており、解任された衛藤晃平の後任となった。結局グラウジーズは最下位を脱することはできなかったものの、東日本大震災の影響により東地区の3チームが活動を休止したため、繰り上がってプレイオフに進出。浜松・東三河フェニックスに敗れファイナル進出はならなかった。2011-2012シーズンは東地区10チーム中5位に入り、チーム初となる自力でのプレイオフ進出に導いた。プレイオフではファーストステージで新潟アルビレックスBBに敗退。翌シーズンの続投要請を受けたが、病気を理由に固辞し、退任した。

### 埼玉ブロンコス
2014年5月28日、bjリーグ埼玉ブロンコスのヘッドコーチ就任が発表された。ブロンコスは前のシーズンを5勝47敗の最下位で終えており、チームの立て直しを下地に託した格好だった。しかしブロンコスは10月の開幕から連敗が続き、12月上旬には下地が細菌性心内膜炎によって入院を余儀なくされる。2015年1月4日の大分ヒートデビルズ戦、下地不在の中でブロンコスは24戦目にして初勝利を挙げる。下地は1月17日の新潟アルビレックスBB戦から復帰し、1月25日の富山グラウジーズ戦では、前のシーズン1位だった富山を97対90で破った。最終的にブロンコスは6勝46敗、東地区12チーム中11位でシーズンを終えた。シーズン終了後、下地は退任した。
退任後はbjリーグが運営する年少者向けバスケットボール教室「bjリーグアカデミー」のヘッドコーチに就任した。

### グラウジーズ復帰
2017年3月、富山グラウジーズにアシスタントコーチとして復帰した。